# Кијаксар
Кијаксар (умро 585. п. н. е.) је био владар Медијског царства од 625. до 585. године п. н. е.

## Биографија
Кијаксар је био унук Дејока (оснивача Медијског царства) и син Фраорта. Свога оца наследио је 625. године п. н. е. Фраорт је страдао у сукобу са Асиријом те је Кијаксар постао заклети непријатељ Асираца. У борби је био успешан те му је успело да опседне и саму престоницу Асирије, Ниниву. Освајање Ниниве спречио је напад Скита. Кијаксар је поражен у сукобу са Скитима који су, према Херодоту, заузели већи део њему познате Азије. Кијаксар је подигао устанак против Скита, намамио скитске вође на банкет и тамо их убио. Преживели Скити побегли су у Лидију што доводи до непријатељства ове две земље. 
Ослободивши се Скита, Кијаксар је могао наставити рат против Асирског царства. Склопио је савез са вавилонским краљем Набополасаром. Године 614. п. н. е. пао је Ашур, а две године касније и Нинива. Преживели након пада Ниниве склонили су се у Харан где се Ашур-убалит II прогласио новим асирским краљем. Победа над Ашур-убалитом (609. п. н. е.) означила је крај Новоасирског царства. Недуго потом, Међани су својој држави припојили и Урарту. Кијаксар је водио рат и против Лидије. На дан одлучујуће битке између Лидије и Медије догодило се помрачење сунца што су обе стране протумачиле као лош знак. Захваљујући помрачењу сунца је помогло данашњим истраживачима да утврде тачан датум овог догађаја. Било је то 28. маја 585. године п. н. е., а битка код Халиса је један од првих догађаја који су прецизно хронолошки одређени. Убрзо је склопљен мир. Граница Медије и Лидије сада је била река Халис. Исте године умире Кијаксар, а на престо долази његов син Астијаг. Он је био последњи медијски владар. Са престола га је свргао Кир Велики који је потом основао Ахеменидско царство. 